# 가고시마 방송
가고시마 방송(鹿児島放送)은 1982년 10월 1일 가고시마현의 3번째 민영방송국으로 개국했다.
약칭은 KKB, 콜사인은 JOTI-DTV이다.

## 연혁
- 1982년 4월 1일　예비 면허 교부.
- 1982년 4월 28일　회사 창립.
- 1982년 9월 3일　시험 전파 발신.
- 1982년 10월 1일　개국과 동시에 음성다중방송을 개시.
- 1989년 4월 16일　일본 최초의 A-SAT 중계.
- 1990년 4월 28일　A-SAT 고정 수신국 완성.
- 1997년 11월 1일　문자다중방송·데이터 방송개시.
- 2006년 6월　지상파 디지털 텔레비전 시험전파 송출개시.
- 2006년 11월 5일　지상파 디지털 텔레비전 시험방송 시작.
- 2006년 12월 1일　지상파 디지털 텔레비전 방송 시작.
- 2011년 7월 24일 지상파 아날로그 텔레비전 방송 종료

## 특징
- 1978년 12월에 채널할당이 이루어졌지만 가고시마현에서 구마모토현의 상황을 지켜보면서 개국을 늦추었으며 회사설립당시 46개 회사에게서 면허허가신청을 받은 가고시마현이 이를 조정한 뒤 개국시켰다.
- 규슈에 설립된 2번째 TV 아사히계열 방송국이다.
- 콜사인 JOTI-TV는 도쿠시마현에 설립될 예정이던 뉴 도쿠시마 방송에 배정되었던 콜사인이었다.

## 가고시마현에 있는 다른 텔레비전·라디오 방송국
- NHK 가고시마 방송국
- 미나미니혼 방송(MBC)(TV는 도쿄 방송 계열국, 라디오는 JRN&NRN계열국)
- 가고시마 요미우리 TV(KYT)(니혼 TV계열）
- 가고시마 TV(후지 TV계열）
- FM가고시마(JFN 계열）